# The Svedberg

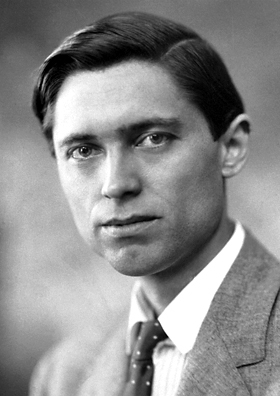
The Svedberg

The (Theodor) Svedberg (Aussprache [ˌteː ˈsveːdbæɹʝ], * 30. August 1884 in Valbo, Gemeinde Gävle; † 26. Februar 1971 in Kopparberg) war ein schwedischer Chemiker und 1926 Nobelpreisträger.

## Leben und Werk
Svedberg begann 1904 sein Studium an der Universität Uppsala. 1905 legte er die Prüfung zum Filosofie kandidat ab. Es folgten 1907 das Filosofie licentiat sowie 1908 der Filosofie doktor. Bereits ab 1907 war Svedberg an der Universität als Dozent für Chemie tätig. Von 1908 bis 1912 hielt er Vorlesungen der Physikalischen Chemie. In diesem Fachbereich wurde er 1912 zum Professor ernannt. 1913 wurde Svedberg Mitglied der Königlich Schwedischen Akademie der Wissenschaften.
Er führte vor allem Forschungen über Kolloide (Lösungen von fein verteilten Makromolekülen, z. B. von Proteinen in Wasser) durch. Dazu konstruierte er Analytische Ultrazentrifugen, mit denen er dann unter anderem die Molekülmassen von Proteinen bestimmen konnte. Svedberg erhielt für seine Arbeiten über disperse Systeme im Jahre 1926 den Nobelpreis für Chemie. Er bestimmte u. a. die Sedimentationskoeffizienten der respiratorischen Blutproteine von Nereis (Hämoglobin) und Oktopus (Hämocyanin).
Nach ihm ist die Maßeinheit des Sedimentationskoeffizienten, die Svedberg-Einheit S bezeichnet, die angibt, mit welcher Geschwindigkeit sich große Moleküle oder kleine Teilchen im Einheitsbeschleunigungsfeld einer Ultrazentrifuge ablagern.
The Svedberg war zwischen 1909 und 1915 mit der Ärztin Andrea Andreen verheiratet. Aus der Ehe gingen zwei Kinder, die Architekten Hillevi Svedberg und Elias Svedberg, hervor.

## Ehrungen und Mitgliedschaften
Der Mondkrater Svedberg ist nach ihm benannt. Das Institut für Physik an der Universität Stockholm hat zudem einen Hörsaal nach ihm benannt.
1925 wurde er zum korrespondierenden Mitglied der Göttinger Akademie der Wissenschaften gewählt. 1944 wurde Svedberg als auswärtiges Mitglied (Foreign Member) in die Royal Society aufgenommen. 1945 wurde er in die National Academy of Sciences, 1948 in die American Academy of Arts and Sciences gewählt. Svedberg war Mitglied der Deutschen Akademie der Naturforscher Leopoldina und seit 1966 auswärtiges Mitglied der damaligen Akademie der Wissenschaften der UdSSR.